# SK Chválkovice

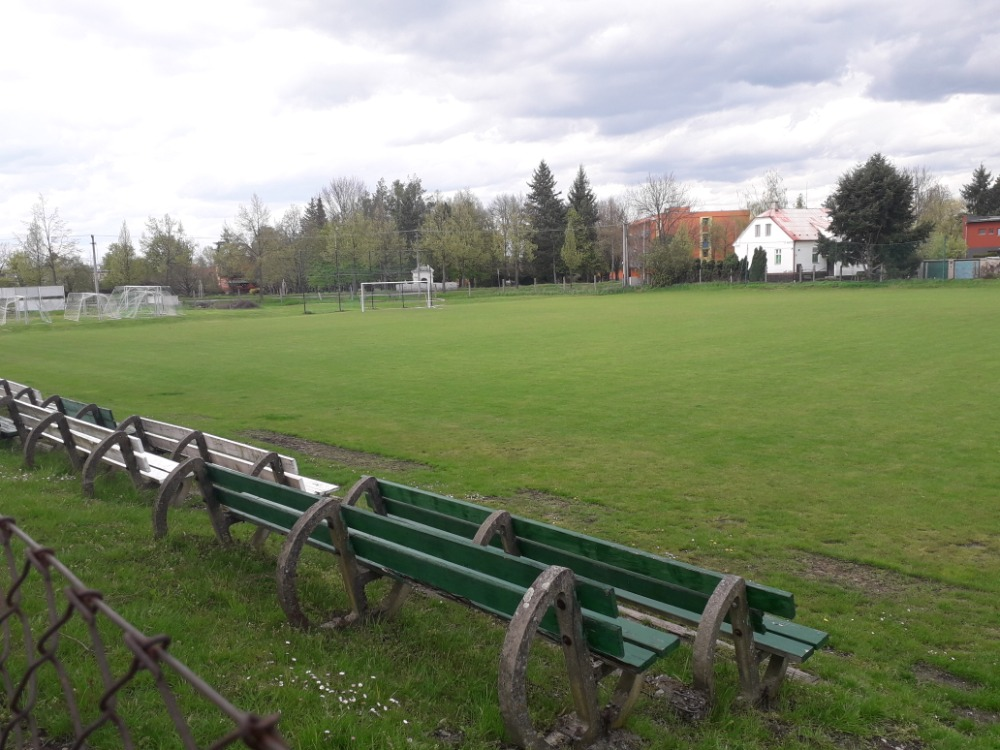
stadion Chválkovice

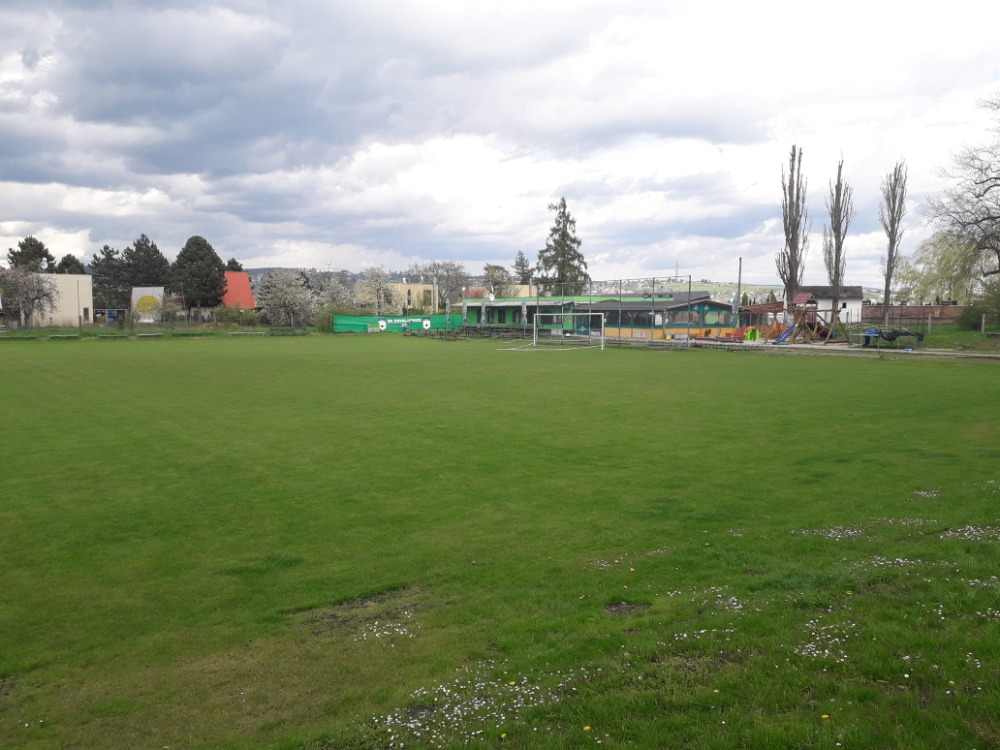
stadion SK Chválkovice

SK Chválkovice je český fotbalový klub z olomoucké městské části Chválkovice, který byl založen 7. ledna 1924. Klubovými barvami jsou zelená a černá. Od sezony 2014/15 hrál Přebor Olomouckého kraje, z něhož v sezoně 2016/17 sestoupil do I. A třídy Olomouckého kraje (6. nejvyšší soutěž).
Největších sportovních úspěchů klub dosahoval ve 40. letech 20. století, kdy hrál I. A třídu (tehdy nejvyšší župní soutěž, tedy 3. nejvyšší po Národní lize a zemských divizích). Ve třetí nejvyšší soutěži se naposled objevil v ročníku 1952.

## Historické názvy
Zdroj: 
- 1924 – Sokol Chválkovice
- 1952 – přerušil činnost
- 1955 – obnoven jako TJ Lokomotiva Olomouc „B“ (Tělovýchovná jednota Lokomotiva Olomouc „B“)
- 1959 – TJ Sokol Chválkovice (Tělovýchovná jednota Sokol Chválkovice) – rozdělením TJ Lokomotiva na dva oddíly
- 1990 – SK Chválkovice (Sportovní klub Chválkovice)
- 2016 – SK Chválkovice z.s. (Sportovní klub Chválkovice, zapsaný spolek)

## Umístění v jednotlivých sezonách
Legenda: Z - zápasy, V - výhry, R - remízy, P - porážky, VG - vstřelené góly, OG - obdržené góly, +/- - rozdíl skóre, B - body, červené podbarvení - sestup, zelené podbarvení - postup, fialové podbarvení - reorganizace, změna skupiny či soutěže
| Protektorát Čechy a Morava (1939 – 1945) |                                                             |                                                             |                                                             |                                                             |                                                             |                                                             |                                                             |                                                             |                                                             |                                                             |                                                             |
| Sezóny                                   | Liga                                                        | Úroveň                                                      | Z                                                           | V                                                           | R                                                           | P                                                           | VG                                                          | OG                                                          | +/−                                                         | B                                                           | Pozice                                                      |
| ...                                      |                                                             |                                                             |                                                             |                                                             |                                                             |                                                             |                                                             |                                                             |                                                             |                                                             |                                                             |
| 1940/41                                  | I. A třída HHŽF                                             | 3                                                           | 22                                                          | 4                                                           | 3                                                           | 15                                                          | 38                                                          | 77                                                          | −39                                                         | 11                                                          | 12.                                                         |
| ...                                      |                                                             |                                                             |                                                             |                                                             |                                                             |                                                             |                                                             |                                                             |                                                             |                                                             |                                                             |
| 1943/44                                  | I. A třída HHŽF                                             | 3                                                           | 26                                                          | 12                                                          | 2                                                           | 12                                                          | 79                                                          | 72                                                          | +7                                                          | 26                                                          | 8.                                                          |
| 1944/45                                  | Končila druhá světová válka, pravidelné soutěže se nehrály. | Končila druhá světová válka, pravidelné soutěže se nehrály. | Končila druhá světová válka, pravidelné soutěže se nehrály. | Končila druhá světová válka, pravidelné soutěže se nehrály. | Končila druhá světová válka, pravidelné soutěže se nehrály. | Končila druhá světová válka, pravidelné soutěže se nehrály. | Končila druhá světová válka, pravidelné soutěže se nehrály. | Končila druhá světová válka, pravidelné soutěže se nehrály. | Končila druhá světová válka, pravidelné soutěže se nehrály. | Končila druhá světová válka, pravidelné soutěže se nehrály. | Končila druhá světová válka, pravidelné soutěže se nehrály. |
| Československo (1945 – 1993)             |                                                             |                                                             |                                                             |                                                             |                                                             |                                                             |                                                             |                                                             |                                                             |                                                             |                                                             |
| Sezóny                                   | Liga                                                        | Úroveň                                                      | Z                                                           | V                                                           | R                                                           | P                                                           | VG                                                          | OG                                                          | +/−                                                         | B                                                           | Pozice                                                      |
| ...                                      |                                                             |                                                             |                                                             |                                                             |                                                             |                                                             |                                                             |                                                             |                                                             |                                                             |                                                             |
| 1952                                     | Krajský přebor – Olomouc                                    | 2                                                           | 22                                                          | 9                                                           | 5                                                           | 8                                                           | 66                                                          | 48                                                          | +18                                                         | 23                                                          | 5.                                                          |
| ...                                      |                                                             |                                                             |                                                             |                                                             |                                                             |                                                             |                                                             |                                                             |                                                             |                                                             |                                                             |
| 1980/81                                  | Okresní přebor Olomoucka                                    | 7                                                           | 26                                                          | 12                                                          | 3                                                           | 11                                                          | 55                                                          | 47                                                          | +8                                                          | 27                                                          | 7.                                                          |
| 1981/82                                  | Okresní přebor Olomoucka                                    | 8                                                           | 26                                                          | 9                                                           | 6                                                           | 11                                                          | 38                                                          | 44                                                          | −6                                                          | 24                                                          | 11.                                                         |
| 1982/83                                  | Okresní přebor Olomoucka                                    | 8                                                           | 26                                                          | 4                                                           | 13                                                          | 9                                                           | 39                                                          | 51                                                          | −12                                                         | 21                                                          | 11.                                                         |
| 1983/84                                  | Okresní přebor Olomoucka – sk. B                            | 7                                                           | 22                                                          | 5                                                           | 5                                                           | 12                                                          | 15                                                          | 42                                                          | −27                                                         | 15                                                          | 10.                                                         |
| 1984/85                                  | Okresní přebor Olomoucka – sk. B                            | 7                                                           | 24                                                          | 6                                                           | 5                                                           | 13                                                          | 22                                                          | 42                                                          | −20                                                         | 17                                                          | 12.                                                         |
| 1985/86                                  | Okresní přebor Olomoucka – sk. B                            | 7                                                           | 26                                                          | 17                                                          | 6                                                           | 3                                                           | 59                                                          | 25                                                          | +34                                                         | 40                                                          | 2.                                                          |
| 1986/87                                  | Okresní přebor Olomoucka                                    | 8                                                           | 26                                                          | 12                                                          | 6                                                           | 8                                                           | 59                                                          | 31                                                          | +28                                                         | 30                                                          | 5.                                                          |
| 1987/88                                  | Okresní přebor Olomoucka                                    | 8                                                           | 26                                                          | ...                                                         | ...                                                         | ...                                                         | ...                                                         | ...                                                         | ...                                                         | ...                                                         | 7.                                                          |
| 1988/89                                  | Okresní přebor Olomoucka                                    | 8                                                           | 26                                                          | ...                                                         | ...                                                         | ...                                                         | ...                                                         | ...                                                         | ...                                                         | ...                                                         | 8.                                                          |
| 1989/90                                  | Okresní přebor Olomoucka                                    | 8                                                           | 26                                                          | 7                                                           | 5                                                           | 14                                                          | 31                                                          | 49                                                          | −18                                                         | 19                                                          | 12.                                                         |
| 1990/91                                  | Okresní přebor Olomoucka                                    | 8                                                           | 26                                                          | 11                                                          | 6                                                           | 9                                                           | 52                                                          | 45                                                          | +7                                                          | 28                                                          | 7.                                                          |
| 1991/92                                  | Okresní přebor Olomoucka                                    | 8                                                           | 26                                                          | 14                                                          | 5                                                           | 7                                                           | 52                                                          | 34                                                          | +18                                                         | 33                                                          | 2.                                                          |
| 1992/93                                  | Okresní přebor Olomoucka                                    | 8                                                           | 26                                                          | 7                                                           | 7                                                           | 12                                                          | 32                                                          | 44                                                          | −12                                                         | 21                                                          | 13.                                                         |
| Česko (1993 – )                          |                                                             |                                                             |                                                             |                                                             |                                                             |                                                             |                                                             |                                                             |                                                             |                                                             |                                                             |
| Sezóna                                   | Liga                                                        | Úroveň                                                      | Z                                                           | V                                                           | R                                                           | P                                                           | VG                                                          | OG                                                          | +/−                                                         | B                                                           | Pozice                                                      |
| 1993/94                                  | Okresní přebor Olomoucka                                    | 8                                                           | 26                                                          | 13                                                          | 3                                                           | 10                                                          | 39                                                          | 29                                                          | +10                                                         | 29                                                          | 5.                                                          |
| 1994/95                                  | Okresní přebor Olomoucka                                    | 8                                                           | 26                                                          | ...                                                         | ...                                                         | ...                                                         | ...                                                         | ...                                                         | ...                                                         | ...                                                         | 8.                                                          |
| 1995/96                                  | Okresní přebor Olomoucka                                    | 8                                                           | 26                                                          | 12                                                          | 4                                                           | 10                                                          | 52                                                          | 41                                                          | +11                                                         | 40                                                          | 7.                                                          |
| 1996/97                                  | Okresní přebor Olomoucka                                    | 8                                                           | 26                                                          | 14                                                          | 8                                                           | 4                                                           | 51                                                          | 33                                                          | +18                                                         | 50                                                          | 4.                                                          |
| 1997/98                                  | Okresní přebor Olomoucka                                    | 8                                                           | 26                                                          | 16                                                          | 4                                                           | 6                                                           | 57                                                          | 39                                                          | +18                                                         | 52                                                          | 3.                                                          |
| 1998/99                                  | Okresní přebor Olomoucka                                    | 8                                                           | 26                                                          | 8                                                           | 8                                                           | 10                                                          | 45                                                          | 47                                                          | −2                                                          | 32                                                          | 10.                                                         |
| 1999/00                                  | Okresní přebor Olomoucka                                    | 8                                                           | 26                                                          | 12                                                          | 4                                                           | 10                                                          | 43                                                          | 44                                                          | −1                                                          | 40                                                          | 4.                                                          |
| 2000/01                                  | Okresní přebor Olomoucka                                    | 8                                                           | 26                                                          | 11                                                          | 6                                                           | 9                                                           | 45                                                          | 35                                                          | +10                                                         | 39                                                          | 4.                                                          |
| 2001/02                                  | Okresní přebor Olomoucka                                    | 8                                                           | 26                                                          | 8                                                           | 8                                                           | 10                                                          | 42                                                          | 44                                                          | −2                                                          | 32                                                          | 8.                                                          |
| 2002/03                                  | Okresní přebor Olomoucka                                    | 8                                                           | 26                                                          | 11                                                          | 12                                                          | 3                                                           | 52                                                          | 28                                                          | +24                                                         | 45                                                          | 4.                                                          |
| 2003/04                                  | Okresní přebor Olomoucka                                    | 8                                                           | 26                                                          | 17                                                          | 6                                                           | 3                                                           | 84                                                          | 32                                                          | +52                                                         | 57                                                          | 1.                                                          |
| 2004/05                                  | I. B třída Olomouckého kraje – sk. B                        | 7                                                           | 26                                                          | 9                                                           | 4                                                           | 13                                                          | 43                                                          | 52                                                          | −9                                                          | 31                                                          | 9.                                                          |
| 2005/06                                  | I. B třída Olomouckého kraje – sk. B                        | 7                                                           | 26                                                          | 10                                                          | 3                                                           | 13                                                          | 44                                                          | 60                                                          | −16                                                         | 33                                                          | 9.                                                          |
| 2006/07                                  | I. B třída Olomouckého kraje – sk. B                        | 7                                                           | 26                                                          | 9                                                           | 9                                                           | 8                                                           | 44                                                          | 39                                                          | +5                                                          | 36                                                          | 7.                                                          |
| 2007/08                                  | I. B třída Olomouckého kraje – sk. B                        | 7                                                           | 26                                                          | 8                                                           | 3                                                           | 15                                                          | 41                                                          | 54                                                          | −13                                                         | 27                                                          | 12.                                                         |
| 2008/09                                  | I. B třída Olomouckého kraje – sk. B                        | 7                                                           | 26                                                          | 8                                                           | 6                                                           | 12                                                          | 43                                                          | 45                                                          | −2                                                          | 30                                                          | 11.                                                         |
| 2009/10                                  | I. B třída Olomouckého kraje – sk. B                        | 7                                                           | 26                                                          | 4                                                           | 3                                                           | 19                                                          | 25                                                          | 86                                                          | −61                                                         | 15                                                          | 14.                                                         |
| 2010/11                                  | Okresní přebor Olomoucka                                    | 8                                                           | 26                                                          | 15                                                          | 10                                                          | 1                                                           | 78                                                          | 43                                                          | +35                                                         | 55                                                          | 2.                                                          |
| 2011/12                                  | I. B třída Olomouckého kraje – sk. B                        | 7                                                           | 26                                                          | 7                                                           | 3                                                           | 16                                                          | 47                                                          | 50                                                          | −3                                                          | 24                                                          | 13.                                                         |
| 2012/13                                  | I. B třída Olomouckého kraje – sk. B                        | 7                                                           | 26                                                          | 15                                                          | 8                                                           | 3                                                           | 71                                                          | 35                                                          | +36                                                         | 53                                                          | 1.                                                          |
| 2013/14                                  | I. A třída Olomouckého kraje – sk. A                        | 6                                                           | 26                                                          | 12                                                          | 8                                                           | 6                                                           | 49                                                          | 39                                                          | +10                                                         | 44                                                          | 3.                                                          |
| 2014/15                                  | Přebor Olomouckého kraje                                    | 5                                                           | 30                                                          | 7                                                           | 6                                                           | 17                                                          | 31                                                          | 54                                                          | −23                                                         | 27                                                          | 14.                                                         |
| 2015/16                                  | Přebor Olomouckého kraje                                    | 5                                                           | 30                                                          | 7                                                           | 5                                                           | 18                                                          | 40                                                          | 85                                                          | −45                                                         | 26                                                          | 14.                                                         |
| 2016/17                                  | Přebor Olomouckého kraje                                    | 5                                                           | 28                                                          | 5                                                           | 0 / 5                                                       | 18                                                          | 24                                                          | 63                                                          | −39                                                         | 20                                                          | 15.                                                         |
| 2017/18                                  | I. A třída Olomouckého kraje – sk. A                        | 6                                                           | 26                                                          | 14                                                          | 3 / 3                                                       | 6                                                           | 62                                                          | 44                                                          | +18                                                         | 51                                                          | 3.                                                          |
| 2018/19                                  | I. A třída Olomouckého kraje – sk. A                        | 6                                                           | 26                                                          | 16                                                          | 2 / 3                                                       | 5                                                           | 73                                                          | 33                                                          | +40                                                         | 55                                                          | 3.                                                          |
| 2019/20                                  | I. A třída Olomouckého kraje – sk. A                        | 6                                                           | 14                                                          | 4                                                           | 2 / 0                                                       | 8                                                           | 27                                                          | 28                                                          | −1                                                          | 16                                                          | 9.                                                          |
| 2020/21                                  | I. A třída Olomouckého kraje – sk. A                        | 6                                                           | 10                                                          | 4                                                           | 1 / 1                                                       | 4                                                           | 27                                                          | 18                                                          | +9                                                          | 15                                                          | 8.                                                          |
| 2021/22                                  | I. A třída Olomouckého kraje – sk. A                        | 6                                                           | 26                                                          | 14                                                          | 1 / 4                                                       | 7                                                           | 71                                                          | 36                                                          | +35                                                         | 48                                                          | 4.                                                          |
| 2022/23                                  | I. A třída Olomouckého kraje – sk. B                        | 6                                                           | 26                                                          | 17                                                          | 3                                                           | 6                                                           | 83                                                          | 40                                                          | +43                                                         | 54                                                          | 2.                                                          |
| 2023/24                                  | I. A třída Olomouckého kraje – sk. B                        | 6                                                           | 26                                                          | 20                                                          | 2                                                           | 4                                                           | 109                                                         | 31                                                          | +78                                                         | 62                                                          | 3.                                                          |
| 2024/25                                  | I. A třída Olomouckého kraje – sk. B                        | 6                                                           | 26                                                          | 16                                                          | 5                                                           | 5                                                           | 68                                                          | 29                                                          | +39                                                         | 53                                                          | 1.                                                          |

Poznámky:
- 1980/81: Po sezoně proběhla reorganizace nižších soutěží.
- 1982/83: Po sezoně proběhla reorganizace krajských a okresních soutěží.
- 1985/86: Po sezoně proběhla reorganizace krajských a okresních soutěží.
- 2010/11: Postoupilo taktéž vítězné mužstvo TJ Sokol Doloplazy.[7]
- 2013/14: Chválkovice postoupily mimořádně, postoupilo taktéž vítězné mužstvo FK Mohelnice „B“.[8]
- Od ročníku 2016/17 včetně do ročníku 2021/2022 včetně se hrálo v Olomouckém kraji tímto způsobem: Pokud zápas skončí nerozhodně, kope se penaltový rozstřel. Jeho vítěz bere 2 body, poražený pak jeden bod. Za výhru po 90 minutách jsou 3 body, za prohru po 90 minutách není žádný bod.
- 2019/20 a 2020/21: Tyto sezony byly předčasně ukončeny z důvodu pandemie covidu-19 v Česku.